# Драма в Москві
Драма в Москві (рос. Драма в Москве) — російський короткометражний фільм режисера Василя Гончарова 1909 року.

## Сюжет
Актрисі в її театральній вбиральній в присутності шанувальника подають телеграму: вона виграла процес і може отримати сто тисяч рублів. Актриса і шанувальник роз'їжджають на трійці по Москві, входять і виходять з під'їздів розкішних ресторанів. У парку актриса відхиляє спробу шанувальника поцілувати її, тоді останній стріляє спочатку в неї, а потім у себе. Вона убита, він лише поранений. Він одужує. Суд виправдовує його.

## Цікаві факти
- Лібрето фільму відновлено В. Д. Ханжонковою.
- Картина виявилася невдалою — після першого ж перегляду власниками було вирішено фільм не прокатувати.
- Фільм не зберігся.